# Елізабет Філпот
Елізабет Філпот (англ. Elizabeth Philpot; 1780, Англія — 1857, Лайм-Реджис) — англійська палеонтологиня і колекціонерка скам'янілостей.

## Життєпис
Елізабет Філпот народилася в Англії 1780 року. Про її походження і життя відомо небагато. Вона мала брата і двох сестер, Мері і Маргарет. 1805 року сестри оселилися в Лайм-Реджисі (графство Дорсет), у будинку, подарованому братом. Всі вони були добре освічені, але жили незаможно.
Всі три сестри захоплювалися збиранням скам'янілостей, але особливого успіху досягла в цьому Елізабет. Їй вдалося зібрати серйозну колекцію, в якій особливо широко представлено викопні риби.
Сестри Філпот були близькі з Мері Еннінг, відомою палеонтологинею-аматоркою і колекціонеркою скам'янілостей, яка також жила в Лайм-Реджисі. Філпот проводила багато часу з Енніг, ставши її соратницею і подругою. 1826 року Мері Еннінг виявила всередині скам'янілості белемніта щось, схоже на чорнильний мішок з висохлим чорнилом. Філпот вдалося розвести його водою і навіть намалювати отриманою сепією кілька малюнків, серед яких зображення іхтіозавра.
Філпот підтримувала спілкування з такими вченими, як Вільям Бакленд, Вільям Конібір і Генрі де ла Беш. Коли Лайм-Реджис відвідав Луї Агассіз, він був вражений тим, що Філпот і Енніг вдалося виявити в околицях Лайм-Реджиса та правильно ідентифікувати 34 види викопних риб, нових для нього самого.
На основі колекції сестер Філпот у Лайм-Реджисі створено музей Філпот (нині музей Лайм-Реджиса). Будівлю музею побудував племінник Елізабет, Томас Філпот.